# Howell
Komet Howell (uradno ime je 88P/Howell), je periodični komet z obhodno dobo okoli 5,5 let.
 Komet pripada Jupitrovi družini kometov .

## Odkritje[3]
Komet je odkrila Ellen Howell 29. avgusta 1981 na Kalifornijskem tehnološkem inštitutu v ZDA.

## Lastnosti
Premer kometa je 4,4 km .
Ob odkritju je Elen Howell ocenila magnitudo kometa na vrednost 15.